# 教父 (稱謂)

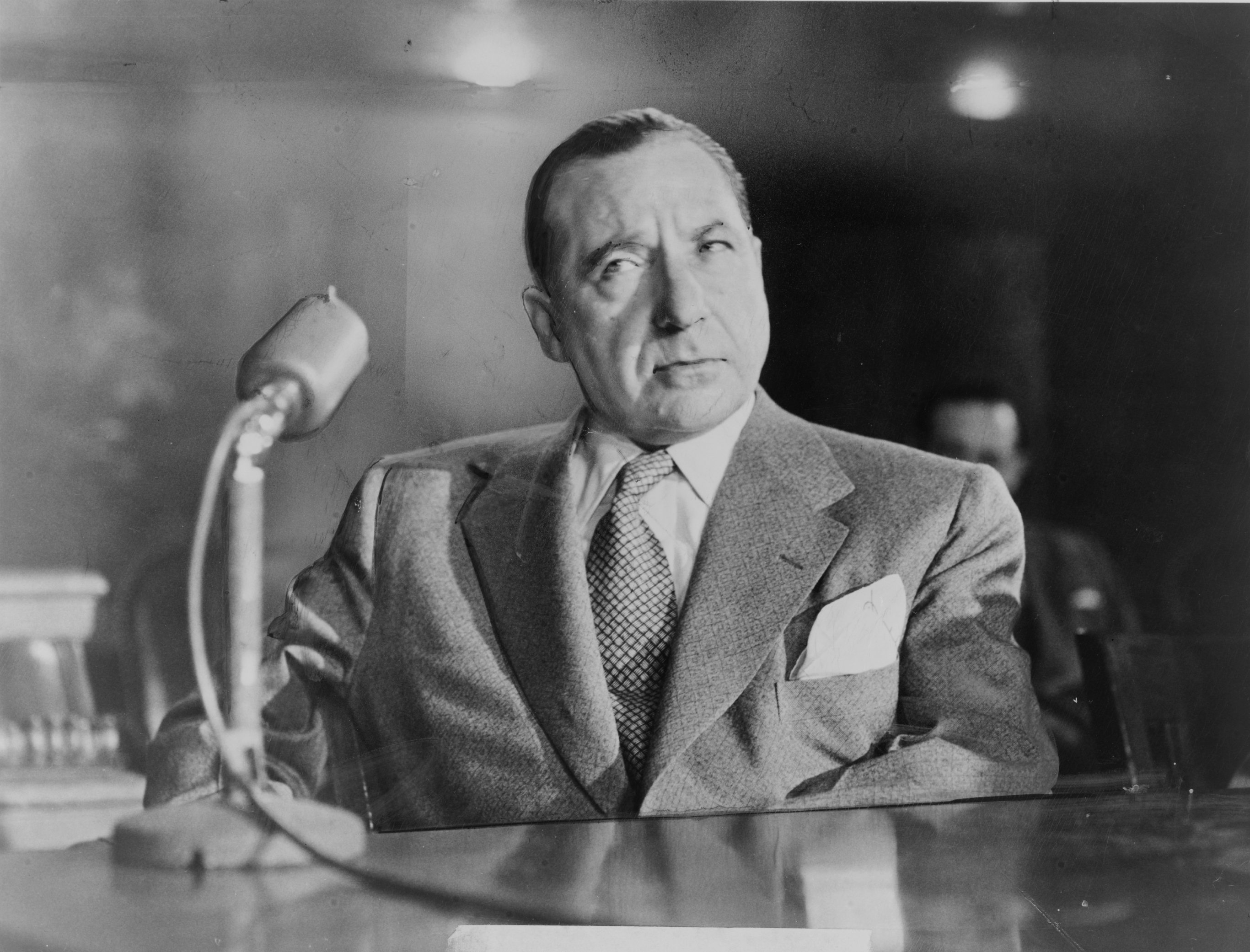
法蘭克·卡斯特羅參與基佛福委員會的美國國會聽證會

教父（義大利語：padrino），即老大的老大（義大利語：Capo dei capi，義大利語：[ˈkaːpo dei ˈkaːpi]）就是西西里島黑手黨或美國黑手黨的黑幫領袖，不僅擁有最高權力而且在整個黑幫組織裡掌握最強大的影響力，這個用詞常用於媒體與執法部門。教父一詞在1950年首次由基佛福委員會公開介紹。

## 外部連結
- The Boss of All Bosses （页面存档备份，存于）, Time Magazine